# مسرح عربي
إن العرب والشعوب الإسلامية عامة، قد عرفت أشكالا من المسرح ومن النشاط المسرحي لقرون طويلة قبل منتصف القرن التاسع عشر. وإذا مررنا بسرعة على الطقوس الاجتماعية والدينية التي عرفها العرب في شبه الجزيرة العربية قبل الإسلام، والتي لم تتطور إلى فن مسرحي، كماحدث في أجزاء أخرى من الأرض، فسنجد ثمة إشارات واضحة على أن المسلمين أيام الخلافة العباسية قد عرفوا شكلا واحدا على الأقل من الأشكال المسرحية المعترف بها وهو: مسرح خيال
الظل. وأقدم إشارة إلى هذه الحقيقة نجدها في كتاب الديارات للشابشتي، حين يذكر الكاتب أن الشاعر دعبل هدد ابنًا لأحد طباخي المأمون بأنه سيهجوه. فرد الابن بدوره قائلا: (والله إن فعلت لأخرجن أمك في الخيال). أي أنه أنذره بأنه سيوحي إلى أحد فناني المخايلة بإظهار صورة أم دعبل بالصور الأخرى التي كان يلعب بها أمام متفرجيه- يظهرها بمظهر يدعو إلى السخرية طبعا.
العباسية قد عرفوا المسرح.

## المسرح العربي في التراث
يذكر الشابشتي في موضع آخر من كتاب الديارات أن اللعب بخيال الظل كان معروفا على عصره، وكان يعتمد على الهزل والسخرية والإضحاك. ويقول الباحث المسرحي شريف خازنادار إن الخليفة المتوكل كان أول من أدخل الألعاب والمسليات والموسيقى والرقص إلى البلاط، وأنه كان يميل إلى التهريج والأغاني الهزلية. ومن ثم أصبحت قصور الخلفاء مكانًا للتجمع والتبادل الثقافي مع البلدان الأجنبية. وكان ثمة ممثلون يأتون من الشرقين الأدنى والأقصى ليقدموا؛ ثيلياتهم في قصور الخلفاء. كما كان المسافرون العائدون من أسفار طويلة يقصون على الخلفاء من أخبار أسفارهم ما يسلي ويدهش. 

### القصاصين
أما العامة من الناس فكانوا يجدون تسليتهم المحببة عند قصاصين منتشرين في طرق بغداد، يقصون عليهم نوادر الأخبار وغرائبها. وكان
هناك كثير من المضحكين تفننوا في طرق الهزل، يخلطونه بتقليد لهجات النازلين ببغداد من الأعراب والخراسانيين والزنوج والفرس والهنود والروم، أو يحاكون العميان. وقد يحاكون الحمير. ومن أشهر هؤلاء في عصرالمعتضد: ابن المغازلي، وكان يتكلم على الطريق ويقص على الناس أخبارًا ونوادر ومضاحك وكان في نهاية الحذق وسمع به المعتضد فأحضره، فمازال يذكر له نوادر والخليفة متماسك حتى أخرجه عن طوره ووقاره إلى الضحك، فضرب بيده وفحص الأرض بقدمه واستلقى من كثرة الضحك وغلبته عليه. فهؤلاء الحكاؤون إذن هم فنانون مسرحيون لا شك فيهم. فلا أحد يكتب لهم شيئا، وإنما تلتقط عيونهم الحادة خصائص البشر ومعايب الأفراد فيجمعون هذه الخصائص والمعايب في شخصية كلية أو مركبة، كما يقول النقد الحديث، ويجعلون منها مادة للفكاهة التي تسر عامة الناس وخاصتهم. وقد حفظ لنا الجاحظ صورة دقيقة لفن هؤلاء الحكائين. قال الجاحظ: (إنا نجد الحاكية من الناس يحكي ألفاظ سكان اليمن مع مخارج كلامهم، لا يغادر من ذلك شيئا. وكذلك تكون حكايته للخراساني والأهوازي والزنجي والسندي والأحباش وغير ذلك. نعم حتى تجده كأنه أطبع منهم. فإذا حكى كلامه الفأفاء فكأنما قد جمعت كل طرفة في فأفاء في الأرض في لسان واحد. وتجده يحكي الأعمى بصور ينشئها لوجهه وعينيه وأعضائه لا تكاد تجد في ألف أعمى واحدا يجمع ذلك كله، فكأنه قد جمع جميع طرف حركات العميان في أعمى واحد. ولقد كان أبو دبوجة الزنجي مولى آل زياد يقف بباب الكرخ بحضرة المكارين فينهق، فلا يبقى حمار مريض ولا هرم حسير ولا متعب بهير إلا نهق، وقبل ذلك تسمع الحمير نهيق الحمار على الحقيقة فلا تنبعث لذلك، ولا يتحرك منها حتى كان أبو دبوجة فيحركها. وقد كان جمع جميع الصور التي تجمع نهيق الحمار فجعلها في نهيق واحد. وكذلك كان في نباح الكلاب). حرص الجاحظ على أن يذكر مرتين أن فن هؤلاء المحاكين كان يفوق الطبيعة. تستجيب الحمير لأصواتها المقلدة عن طريقهم، ولا تتحرك لنهيق يصدره حمار حقيقي.

### الخليفة المتوكل
كذلك كان الشعب يتسلى في تلك الأوقات البعيدة بفن القراد والحواء.ويظهر أن الخليفة المتوكل، كان يكن ودا خاصا للممثلين وأصحاب المساخر والملاعب المضحكة عامة. فما من مناسبة اجتماعية مرت به إلا ودعاهم إلى اللعب أمامه. وكمانتهى من بناء قصره الجعفري، استدعى أصحاب الملاهي ومنحهم بعد الحفل مليونين من الدراهم بل إنه اشتغل بالإخراج المسرحي ذات مرة شرب فيها في قصره النسمى بالبركوار، فقال لندمائه: أريد أن أقيم احتفالا بالورد. ولم يكن ذلك أوانها، فقالوا له: ليست هذه أيام ورد، فأمر بسك خمسة ملايين درهم من الوزن الخفيف وطلب أن تصبغ بالألوان: الأسود والأصفر والأحمر، وأن يترك بعضها على لونه الأصلي. ثم انتظر حتى كان يوم فيه ريح فأمر أن تنصب قبة لها أربعون بابا، فاصطبح فيها والندماء حوله وعلى الخدم وعددهم سبعمائة، أقبية جديدة وقلنسوات لكل منها لون يغاير سائر الأقبية والقلنسوات. وأمر المتوكل إذ ذاك بنثر الدراهم كما ينثر الورد، فكانت الريح تحملها لخفتها، فتتطاير في الهواء كما يتطاير الورد. وكان المتوكل، إلى جانب هذا التوجه إلى فنون العرض المسرحية، يكن ودا خاصا لجماعة من الممثلين الهزليين، وأطلق عليهم اسم:السمَّاجةبتشديد الميم. وهم قوم يحاكون حركات بعض الناس و ثلونهم في مظاهر مضحكة إيناسا للناس. وتصادف أن دخل إسحق بن إبراهيم، على التوكل في يوم نوروز، فوجد هؤلاء السماجة بين يديه، وقد قربوا منه للقط الدراهم التي تنثر عليهم، وجذبوا ذيل المتوكل. فلما رأى إسحق ذلك، ولى مغضبا وهو يتمتم: أف وتف! فما تغني حراستنا المملكة مع هذا التضييع!).ورآة المتوكل قد ولى فقال: ويلكم، ردوا أبا الحسين فقد خرج مغضبا!فخرج الحجاب والخدم خلفه. فدخل وهو يسمع وصيفا وزرافة كل مكروه، حتى وصل إلى المتوكل. فقال: »ما أغضبك، ولم خرجت? « فقال: »يا أميرالمؤمنين عساك تتوهم أن هذا الملك ليس له من الأعداء مثل ما له من الأولياء! تجلس في مجلس يبتذلك فيه مثل هؤلاء الكلاب تجاذبوا ذيلك، وكل واحد منهم متنكر بصورة منكرة، فما يؤمن أن يكون فيهم عدو قداحتسب نفسه ديانة وله نية فاسدة وطوية ردية، فيثبت بك! « فقال المتوكل: ياأبا الحسين لا تغضب، فوالله لا تراني على مثلها أبدا. وبني للمتوكل بعد ذلك مجلس مشرف، ينظر منه إلى السماجة. بنى مسرحا بدائيا. ثلوه السماجة ومتفرجه الوحيد هو المتوكل. والجدير بالذكر أن زوجة الخليفة المتوكل فريدة كانت تتقن الغناء.

### الرقص في العصر العباسي
يحكي ابن خلدون عن الرقص في العصر العباسي أنه كان فنان أرقى بكثير من مجرد الإثارة الحسية، فهو يصف رقصة تركب فيها الراقصات خيولا مسرجة من الخشب معلقة بأطراف أقبية يلبسها النساء ويحاكين فيها ركوب الخيل ويقمن بالكر والفر كأنهن في حرب. ويقول كتاب الأغاني إن الخليفة الأمين كان يركض في هذا الحصان الخشبي في صحن قصره، بينما الوصائف من حوله يغنين على الطبول والسرنايات والمخنثون يزمرون ويطربون. فهذا خليفة آخر فنان، اشترك بشخصه في التمثيل والرقص. وكثير من الاحتفالات والمناسبات الرسمية كانت تخرج إخراجا مسرحيا متقنا. ففي مناسبة زواج المأمون ببنت وزيره الحسن بن سهل المسماة بوران كان الإخراج المسرحي كالتالي: وزعت الرقاع على حاشية المأمون تحمل أسماء كثيرة من الضياع وبدار من الدنانير كل بدرة عشرة آلاف، وأعطى المأمون بوران ألف ياقوتة وأوقد لها شموع العنبر وبسط لها حصيرا منسوجا بالذهب، مكللا بالدر والياقوت، ونثرت جدتها عليها حين جلس إليها المأمون ألف درة. بل إن جلوس الخليفة على عرشه كان في حد ذاته حفلا حافلا بالألوان والأضواء والحركة المرتبة من قبل. يجلس على كرسي مرتفع في عرش أرمني من الحرير أو الخز، ويلبس قباء أسود من الحرير، وعلى رأسه عمامة سوداء، ويتقلد سيف الرسول عليه السلام ويلبس خفا أحمر، ويضع بين يديه مصحف عثمان وعلى كتفه بردة النبيﷺو يمسك بقضيب. ويقف الغلمان والخدم من خلف السرير وحواليه، متقلدين السيوف، وفي أيديهم بعض أسلحة الحروب. وكان يقوم من وراء السرير وجانبيه خدم صقالبة يذبون عن الخليفة بالمذاب المطعمة بالذهب والفضة، ويمد أمامه ستارة ديباج، إذا دخل الناس رفعت، وإذا أريد مدت. ورتب في الدار قريبا من المجلس خدم بأيديهم قسي البندق يرمون بها الغربان والطيور لئلا ينعب ناعب أو يصوت مصوت. فهذا منظر مسرحي لاشك فيه لم تغب عنه حتى الستارة ترفع إذا بدأ المشهد بدخول الناس، وتمد أمامه مؤذنة بانتهاء اللعب، إذا ما شاء المخرج والممثل الأول في المشهد. بل إن واحدا من الندماء الكثيرين الذين كانوا يألفون بلاط المتوكل واسمه أبو العنبس الصيمري قد جرؤ ذات يوم على أن يقدم أمام مشهدا فكاهيا قلد فيه إنشاد الشاعر البحتري تقليدا مضحكا. ولم الخليفة قد اعترض على هذا الهزء من شاعر مجيد كالبحتري، بل أنه هش له وبش. آدى انتشار الغناء إلى قيام ما يشبه دور المسارح الغنائية في عصرنا الحاضر. هذا على الأقل ما أفهمه من إشارة وردت في الأغاني إلى أن ابن رامين الكوفي استقدم مغنيات من الحجاز، وأقام دارا واسعة يقصدها الناس.

### مشهد الخروج للصلاة
فقد كان الرشيد والمأمون من بعده يخرجان للصلاة يوم الجمعة بأعظم مظاهر الخلافة يتقدم الموكب فرقة من المشاة تحمل الرايات الخفاقة، تتقدمهم فرقة الموسيقى بلباس خاص بها، تصدح بالأنغام الشجية، ثم يظهر خلف الموسيقى رجال أشداء متنكبين أقواسه، شاهرين سيوفهم، ويأتي جماعة الوزراء والأمراء وأرباب الدولة، في خيول مطهمة، ويهل الخليفة وهو يرتدي طيلسانا أسود، تطيا جوادا من خيرة الجياد العربية، ويتبعه رجال الدولة والحراس. فهذا الموكب هو في صميمه عرض مسرحي مخرج بعناية، مكانه طرقات بغداد وحركته المسرحية من قصر الخليفة إلى المسجد وبطله الرئيسي:
الخليفة، ومتفرجوه هم جماهير الناس، والهدف منه- إلى جوار إظهار الأبهة- أن يقع كل ذلك في نفوس الناس موقع المتعة، ويبث فيهم الرهبة، ويطلعهم على مدى قوة الدولة وغناها، فيلزمون جانب الولاء لها.

### مراسم إستقبال سفراء الدول
أما أبهة القصور ومراسمها فكان القصد منها سياسيا في أحيان كثيرة. مثال ذلك أن الخليفة المقتدر استقبل رسلا للروم جاءوا يطلبون عقد هدنة. ففرشت القصور بأجمل الفرش وملئت دور الخلافة ودهاليزها و ممراتها وصحونها بالجند والسلاح وابتدأ ذلك من باب الشماسية إلى دار الخلافة، وكان عدد الجند 160 ألفا بالدرع والسلاح ومن تحتهم الخيل بسروج الذهب والفضة، وكان عدد الغلمان سبعة آلاف خادم وسبعمائة حاجب بالبزة الرائعة ثم إن سكان بر مصر وبر الروضة علقوا في بيوتهم القناديل في الأحمال والأمشاط بطول البرين، حتى أوقدوا المربع الذي أنشأه السلطان للسواقي

## مسارح وطنية
| مصر                          | سورية                       | لبنان              | الأردن              | فلسطين                             | الجزائر | السودان | تونس | السعودية | المغرب | الكويت                   | قطر  | العراق | ليبيا | البحرين                  | اليمن | عمان | الإمارات |
| ---------------------------- | --------------------------- | ------------------ | ------------------- | ---------------------------------- | ------- | ------- | ---- | -------- | ------ | ------------------------ | ---- | ------ | ----- | ------------------------ | ----- | ---- | -------- |
| مسرح الهرم                   | المسرح القومي السوري        | مسرح دوّار الشمس    | مسرح كونكورد        | المسرح الوطني الفلسطيني "الحكواتي" | مثال    | مثال    | مثال | مثال     | مثال   | مركز جابر الاحمد الثقافي | مثال | مثال   | مثال  | المسرح القومي في البحرين | مثال  | مثال | مثال     |
| مسرح نجم                     | دار الأوبرا السورية         | مسرح بابل          | مسرح أمون           | المسرح الشعبي "سنابل"              | مثال    | مثال    | مثال | مثال     | مثال   | مسرح عبدالحسين عبدالرصا  | مثال | مثال   | مثال  | مثال                     | مثال  | مثال | مثال     |
| مسرح هيلتون رمسيس            | مسرح القباني                | مسرح الأولاد       | دار الأوبرا         | المسرح الشعبي "سنابل"              | مثال    | مثال    | مثال | مثال     | مثال   | مسرح التحرير (كيفان)     | مثال | مثال   | مثال  | مثال                     | مثال  | مثال | مثال     |
| مسرح الازبكية                | مسرح الحمراء                | مسرح المدينة       | مركز الحسين الثقافي | مسرح عشتار                         | مثال    | مثال    | مثال | مثال     | مثال   | مسرح الشامية             | مثال | مثال   | مثال  | مثال                     | مثال  | مثال | مثال     |
| مسرح الفن                    | مسرح دمشق الدولي            | مسرح مترو المدينة  | مسرح الفكر الجديد   | مسرح الحارة                        | مثال    | مثال    | مثال | مثال     | مثال   | مسرح نقابة العمال        | مثال | مثال   | مثال  | مثال                     | مثال  | مثال | مثال     |
| مسرح الريحاني                | مسرح المركز الثقافي         | مسرح بيير أبو خاطر | مسرح البلد          | مسرح الطنطورة                      | مثال    | مثال    | مثال | مثال     | مثال   | مسرح الدسمة              | مثال | مثال   | مثال  | مثال                     | مثال  | مثال | مثال     |
| مسرح قصر النيل               | مسرح الخيام                 | مسرح كازينو لبنان  | مثال                | المسرح الشعبي الفلسطيني            | مثال    | مثال    | مثال | مثال     | مثال   | مسرح الدعية              | مثال | مثال   | مثال  | مثال                     | مثال  | مثال | مثال     |
| مسرح أبو الهول               | المسرح العسكري              | مسرح قصر تراينون   | مثال                | مسرح الميدان                       | مثال    | مثال    | مثال | مثال     | مثال   | مثال                     | مثال | مثال   | مثال  | مثال                     | مثال  | مثال | مثال     |
| مسرح سيد درويش               | المسرح الدائري              | مسرح جورج الخامس   | مثال                | مسرح الأحلام                       | مثال    | مثال    | مثال | مثال     | مثال   | مثال                     | مثال | مثال   | مثال  | مثال                     | مثال  | مثال | مثال     |
| الهوسابير                    | مسرح قصر المؤتمرات          | مثال               | السيرة              | مثال                               | مثال    | مثال    | مثال | مثال     | مثال   | مثال                     | مثال | مثال   | مثال  | مثال                     | مثال  | مثال | مثال     |
| مسرح الجديد                  | مسرح الشام                  | مثال               | مثال                | مسرح نعم                           | مثال    | مثال    | مثال | مثال     | مثال   | مثال                     | مثال | مثال   | مثال  | مثال                     | مثال  | مثال | مثال     |
| مسرح الجيب                   | مسرح 8آذار                  | مثال               | مثال                | مسرح القصبة                        | مثال    | مثال    | مثال | مثال     | مثال   | مثال                     | مثال | مثال   | مثال  | مثال                     | مثال  | مثال | مثال     |
| مسرح السلام                  | مسرح راميتا                 | مثال               | مثال                | مسرح عناد                          | مثال    | مثال    | مثال | مثال     | مثال   | مثال                     | مثال | مثال   | مثال  | مثال                     | مثال  | مثال | مثال     |
| مسرح الغد                    | مسرح نقابة الفنانين         | مثال               | مثال                | مسرح الرواة                        | مثال    | مثال    | مثال | مثال     | مثال   | مثال                     | مثال | مثال   | مثال  | مثال                     | مثال  | مثال | مثال     |
| المسرح القومي                | مسرح مدينة المعارض الدولية  | مثال               | مثال                | مسرح الرواد للثقافة والمسرح        | مثال    | مثال    | مثال | مثال     | مثال   | مثال                     | مثال | مثال   | مثال  | مثال                     | مثال  | مثال | مثال     |
| مسرح توفيق الحكيم            | مسرح قصر العظم              | مثال               | مثال                | مثال                               | مثال    | مثال    | مثال | مثال     | مثال   | مثال                     | مثال | مثال   | مثال  | مثال                     | مثال  | مثال | مثال     |
| مسرح إسماعيل ياسين           | مسرح دار الاسد للثقافة      | مثال               | مثال                | مثال                               | مثال    | مثال    | مثال | مثال     | مثال   | مثال                     | مثال | مثال   | مثال  | مثال                     | مثال  | مثال | مثال     |
| مسرح فرقة رضا للفنون الشعبية | مسرح اتحاد نقابات العمال    | مثال               | مثال                | مثال                               | مثال    | مثال    | مثال | مثال     | مثال   | مثال                     | مثال | مثال   | مثال  | مثال                     | مثال  | مثال | مثال     |
| مسرح الهناجر                 | مسرح المعهد العالي للموسيقى | مثال               | مثال                | مثال                               | مثال    | مثال    | مثال | مثال     | مثال   | مثال                     | مثال | مثال   | مثال  | مثال                     | مثال  | مثال | مثال     |
| مسرح القاهرة للعرائس         | مسرح المركز الثقافي- العدوي | مثال               | مثال                | مثال                               | مثال    | مثال    | مثال | مثال     | مثال   | مثال                     | مثال | مثال   | مثال  | مثال                     | مثال  | مثال | مثال     |
| مسرح الطليعة                 | مسرح المركز الثقافي - المزة | مثال               | مثال                | مثال                               | مثال    | مثال    | مثال | مثال     | مثال   | مثال                     | مثال | مثال   | مثال  | مثال                     | مثال  | مثال | مثال     |
| مسرح السامر                  | مثال                        | مثال               | مثال                | مثال                               | مثال    | مثال    | مثال | مثال     | مثال   | مثال                     | مثال | مثال   | مثال  | مثال                     | مثال  | مثال | مثال     |
| مسرح الجمهورية               | مثال                        | مثال               | مثال                | مثال                               | مثال    | مثال    | مثال | مثال     | مثال   | مثال                     | مثال | مثال   | مثال  | مثال                     | مثال  | مثال | مثال     |
| مسرح التليفزيون              | مثال                        | مثال               | مثال                | مثال                               | مثال    | مثال    | مثال | مثال     | مثال   | مثال                     | مثال | مثال   | مثال  | مثال                     | مثال  | مثال | مثال     |
| دار الاوبرا المصرية          | مثال                        | مثال               | مثال                | مثال                               | مثال    | مثال    | مثال | مثال     | مثال   | مثال                     | مثال | مثال   | مثال  | مثال                     | مثال  | مثال | مثال     |
| مسرح النهر                   | مثال                        | مثال               | مثال                | مثال                               | مثال    | مثال    | مثال | مثال     | مثال   | مثال                     | مثال | مثال   | مثال  | مثال                     | مثال  | مثال | مثال     |
| مسرح الفردوس                 | مثال                        | مثال               | مثال                | مثال                               | مثال    | مثال    | مثال | مثال     | مثال   | مثال                     | مثال | مثال   | مثال  | مثال                     | مثال  | مثال | مثال     |
| مسرح ريفولي                  | مثال                        | مثال               | مثال                | مثال                               | مثال    | مثال    | مثال | مثال     | مثال   | مثال                     | مثال | مثال   | مثال  | مثال                     | مثال  | مثال | مثال     |
| مسرح ميامي                   | مثال                        | مثال               | مثال                | مثال                               | مثال    | مثال    | مثال | مثال     | مثال   | مثال                     | مثال | مثال   | مثال  | مثال                     | مثال  | مثال | مثال     |
| مسرح السلام                  | مثال                        | مثال               | مثال                | مثال                               | مثال    | مثال    | مثال | مثال     | مثال   | مثال                     | مثال | مثال   | مثال  | مثال                     | مثال  | مثال | مثال     |
| مسرح البالون                 | مثال                        | مثال               | مثال                | مثال                               | مثال    | مثال    | مثال | مثال     | مثال   | مثال                     | مثال | مثال   | مثال  | مثال                     | مثال  | مثال | مثال     |
| مسرح رومانس                  | مثال                        | مثال               | مثال                | مثال                               | مثال    | مثال    | مثال | مثال     | مثال   | مثال                     | مثال | مثال   | مثال  | مثال                     | مثال  | مثال | مثال     |
| مسرح الزمالك                 | مثال                        | مثال               | مثال                | مثال                               | مثال    | مثال    | مثال | مثال     | مثال   | مثال                     | مثال | مثال   | مثال  | مثال                     | مثال  | مثال | مثال     |
| مسرح مينوش الهوسابير         | مثال                        | مثال               | مثال                | مثال                               | مثال    | مثال    | مثال | مثال     | مثال   | مثال                     | مثال | مثال   | مثال  | مثال                     | مثال  | مثال | مثال     |
| مسرح سيد درويش               | مثال                        | مثال               | مثال                | مثال                               | مثال    | مثال    | مثال | مثال     | مثال   | مثال                     | مثال | مثال   | مثال  | مثال                     | مثال  | مثال | مثال     |
| مسرح جلال الشرقاوي           | مثال                        | مثال               | مثال                | مثال                               | مثال    | مثال    | مثال | مثال     | مثال   | مثال                     | مثال | مثال   | مثال  | مثال                     | مثال  | مثال | مثال     |
| مسرح يوسف محمد الصفتي        | مثال                        | مثال               | مثال                | مثال                               | مثال    | مثال    | مثال | مثال     | مثال   | مثال                     | مثال | مثال   | مثال  | مثال                     | مثال  | مثال | مثال     |
| مسرح بيرم التونسي            | مثال                        | مثال               | مثال                | مثال                               | مثال    | مثال    | مثال | مثال     | مثال   | مثال                     | مثال | مثال   | مثال  | مثال                     | مثال  | مثال | مثال     |
| المسرح الروماني              | مثال                        | مثال               | مثال                | مثال                               | مثال    | مثال    | مثال | مثال     | مثال   | مثال                     | مثال | مثال   | مثال  | مثال                     | مثال  | مثال | مثال     |
| مسرح الأسكندرية              | مثال                        | مثال               | مثال                | مثال                               | مثال    | مثال    | مثال | مثال     | مثال   | مثال                     | مثال | مثال   | مثال  | مثال                     | مثال  | مثال | مثال     |

## المسرح العربي المعاصر
شهد المسرح العربي المعاصر تطورًا ملحوظًا منذ منتصف القرن العشرين، حيث تأثر بالتحولات الاجتماعية والسياسية والثقافية في المنطقة. برزت في هذه الفترة تجارب مسرحية جديدة تتسم بالتجريب والابتكار، مع التركيز على قضايا الهوية والحرية والعدالة الاجتماعية.

في مصر، أسهم توفيق الحكيم في تطوير المسرح الذهني، حيث قدم أعمالًا مثل أهل الكهف وعودة الروح، التي تناولت قضايا فلسفية واجتماعية. كما برز يوسف إدريس في تقديم مسرحيات تعكس الواقع المصري، مثل الفرافير واللحظة الحرجة.
في سوريا، قدم سعد الله ونوس مسرحيات سياسية تناولت قضايا الحرية والقمع، مثل حفلة سمر من أجل 5 حزيران والملك هو الملك. وقد ساهم في تأسيس ما يعرف بـ"مسرح التسييس"، الذي دمج الخطاب السياسي بالمسرح.
أما في لبنان، فأسهم زياد الرحباني في تقديم مسرحيات موسيقية ساخرة تعكس الواقع اللبناني، مثل بالنسبة لبكرا شو؟ وفيلم أمريكي طويل. وقد جمعت أعماله بين النقد السياسي والكوميديا السوداء والموسيقى.
تجدر الإشارة إلى أن المسرح العربي المعاصر شهد أيضًا تطورًا في مجال المسرح التجريبي، حيث استخدم المسرحيون تقنيات جديدة مثل التفاعل مع الجمهور واستخدام الفضاءات غير التقليدية. كما برزت تجارب مسرحية في المغرب وتونس والجزائر، تناولت قضايا الهوية واللغة والتراث، 
لا سيما بعد تحولات الربيع العربي